# 金家街駅
金家街駅（きんかがい-えき）は中華人民共和国遼寧省大連市甘井子区に位置する大連地下鉄3号線の駅である。

## 駅構造
- 相対式ホーム2面2線を有する高架駅。

## 歴史
- 2003年5月1日 - 開業。

## 隣の駅
大連公交客運集団有限公司
■大連地下鉄3号線
香炉礁駅 - 金家街駅 - 泉水駅